# Ella Zeller
Pour les articles homonymes, voir Zeller.
Ella Zeller, née le 26 novembre 1933, mariée sous le nom d'Ella Constantinescu, et morte le 8 mars 2025, est une pongiste roumaine.
Entre 1952 et 1964, elle remporte plusieurs médailles en simple, en double et par équipes dans les championnats d'Europe et les championnats du monde de tennis de table, et a eu par la suite une carrière de dirigeante dans les fédérations nationales et européennes.

## Biographie
Née à Moldova Nouă à l'ouest de la Roumanie, Zeller commence à s'entraîner à Timișoara puis elle va à Bucarest. Elle est diplômée de l'Institut d'éducation physique, et après sa retraite sportive, elle travaille en tant que coach avec l'équipe nationale (1967–1989). Elle occupe aussi des postes de dirigeante dans les fédérations nationales et européennes de tennis de table, et est présidente de la commission nationale pour le sport féminin. En 1989, Zeller se rend en Allemagne où elle travaille pour la fédération allemande de tennis de table.
Elle est introduite dans le Temple de la renommée du tennis de table de l'ITTF en 1995.
En 2000, elle est décorée de la Cross of Faithful Service (3e classe) par le président de la Roumanie Emil Constantinescu.

## Principaux titres
- Championne du monde en double en 1955 et en 1956 (associée à Angelica Rozeanu)
- Championne du monde par équipes en 1953, 1955 et 1956.
- Championne d'Europe en double en 1958 (associée à Angelica Rozeanu)

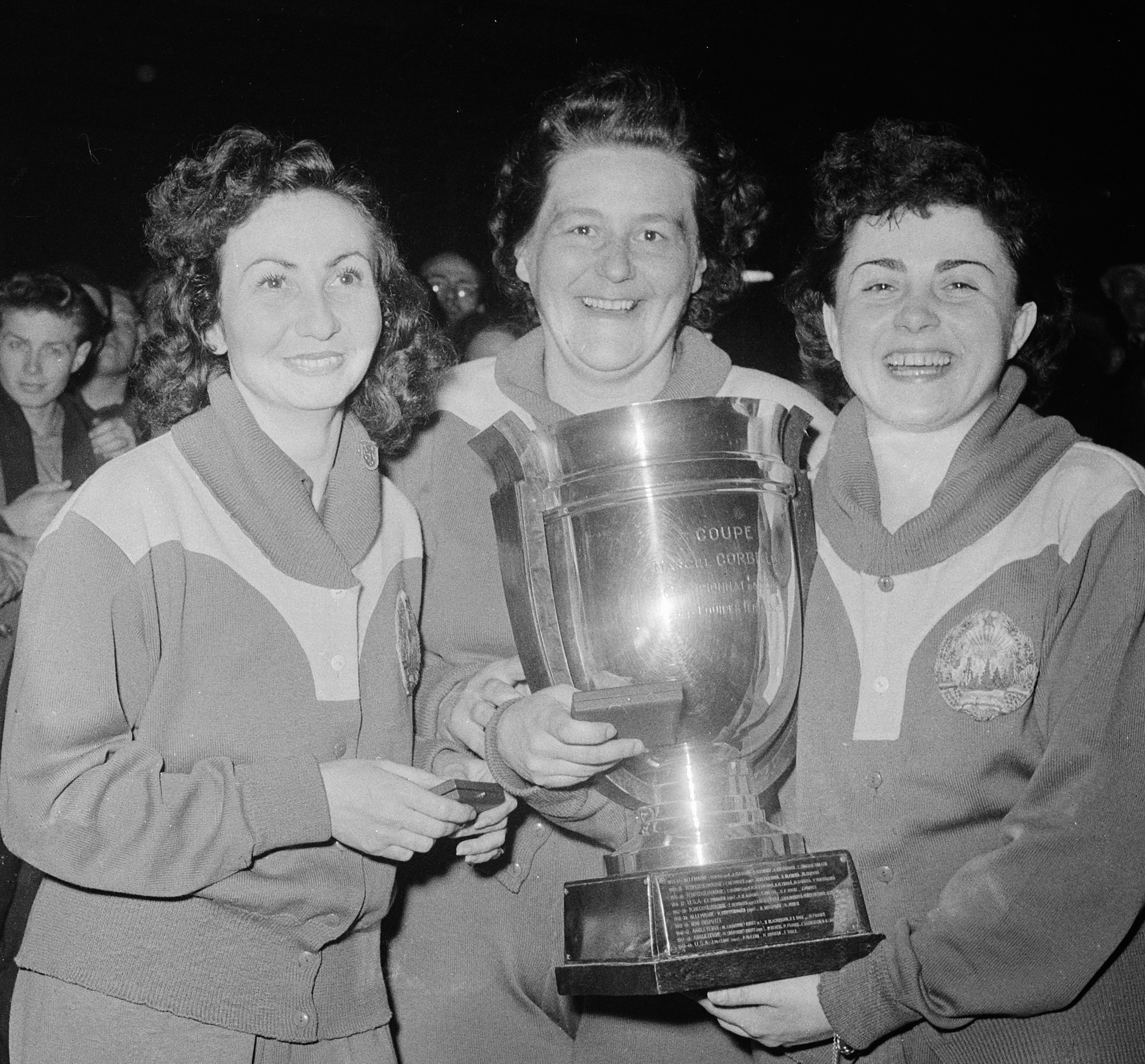
Angelica Rozeanu, Sari Szasz et Ella Zeller lors des championnats du monde 1955.